# Omega-Falte

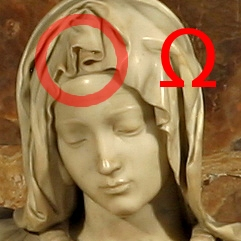
Omega-Falte an Michelangelos Pietà im Petersdom

Die Omega-Falte ist eine künstlerische Faltenform.

## Definition
Als Omega-Falte wird eine Drapierungsform in der bildenden Kunst definiert, deren Auslauf in Form eines Omegas Ω gestaltet ist. Sie wird von zwei seitlichen Röhrenfalten gebildet. Diese Form des Faltenwurfs findet sich z. B. bei Sandro Botticellis Die Geburt der Venus – La nascita di Venere (1486), Michelangelos Brügger Madonna und Römischer Pietà, eine Variante mit doppelter Omega-Falte bei der Statue des Michelangelo-Buonaroti-Denkmals in Florenz, Raffaels Sixtinischer Madonna in Dresden, eine spätgotisch charakteristisch „knittrige“ Variante der Schule des Lucas Cranach der Ältere veranschaulicht im weißen Kopftuch Mariens der „Verlobung der Hl. Katharina“ im Suermondt-Ludwig-Museum, an der Freiheitsstatue und der Marienfigur am Burtscheider Krankenhaus eine neobarocke Interpretation der Darmstädter Madonna vermutlich ein Werk von Gustav Angelo Venth.
Die Omega-Falte kommt in allen Kunsttechniken (Radierung, Zeichnung, Malerei, Skulptur, Plastik, Grafik, Kunsthandwerk wie Gobelin, Goldschmiedekunst u. a.) und Jahrhunderten vor. Es gibt einige Varianten der Omega-Falte: voluminös ausgestaltet, flach auf dem Boden liegend, aber auch in der Mitte eingeknickt.

## Faltenformationen
Weitere Faltenformationen in der Kunst sind:
- Röhrenfalte
- Faltenkaskade, Kaskadenfalten
- Muldenfalten
- Schüsselfalte (ca. 1350–1450)
- Y-Falte
- Faltenbündel
- Faltenwirbel
- Kellerfalte

Aus der Drapierung eines ganzen Gewandteils in Omega-Form entwickelte sich die Muschel, das Muschel-Motiv. Besonders in Renaissance Werken ersichtlich, beispielsweise in Michelangelos „Gottvater-Darstellung“ der Sixtina.